# Caroline Cassart-Mailleux
Pour les articles homonymes, voir Cassart et Mailleux.
Caroline M.P.M.G. Cassart-Mailleux, née le 1er juin 1973 à Namur, est une femme politique belge, membre du Mouvement réformateur (MR). Depuis 2012, elle est bourgmestre de la commune d'Ouffet. 

## Biographie
Elle est graduée en Comptabilité – Fiscalité - Assurance.
Elle est comptable et agricultrice.

## Carrière politique
Députée wallonne et communautaire depuis 2004, Caroline Cassart-Mailleux a occupé la 5e place effective sur la liste fédérale menée par Daniel Bacquelaine en 2014. Avec 15 905 voix, elle décroche le 25 mai 2014 le 5e siège de député fédéral pour la Province de Liège. Première sur les listes MR à la Région aux élections de mai 2019 pour l'arrondissement de Huy-Waremme, Caroline Cassart a été élue députée wallonne et communautaire le 26 mai 2019 avec 9 003 voix.
Elle siège en tant que membre effective dans la commission de l'Économie, de l’Aménagement du territoire et de l’Agriculture; dans celle des Affaires générales, des Relations internationales, du Règlement et du Contrôle des communications des membres du Gouvernement. Elle est également suppléante dans la commission du Logement et des Pouvoirs locaux et celle de l'Energie, du Climat et de la Mobilité.

### Dossiers suivis
De retour à la Région wallonne, Caroline Cassart a retrouvé ses matières de prédilection que sont l'agriculture et l'économie. Elle suit également de très près les questions autour de la mobilité, notamment le dossier de la liaison Tihange-Strée-Tinlot et la création de ligne rapide (WEL) dans l'arrondissement Huy-Waremme.

## Détail des mandats et fonctions
- 2000-2006 : Conseillère communale à Ouffet
- 2006-2012 : Échevine à Ouffet
- 2004-2014 : Députée wallonne et communautaire
- 2014-2019 : Députée fédérale

- Depuis le 3 décembre 2012 : Bourgmestre d'Ouffet
- Depuis le 26 mai 2019 : Députée wallonne et communautaire
- Depuis le 15 juillet 2024 : 1re vice-présidente du Parlement de la Communauté française de Belgique

## Distinctions
- Officier de l'ordre de Léopold (2024)[1].